# Stefan Köhler (Footballspieler)
Stefan Köhler (* 1981) ist ein ehemaliger deutscher Footballspieler.

## Laufbahn
Der 1,96 Meter messende Verteidigungsspieler gehörte zunächst von 2003 bis 2008 dem Aufgebot der Braunschweig Lions an. Mit den Niedersachsen errang er 2003 den Sieg im Eurobowl sowie 2005, 2006, 2007 und 2008 die deutsche Meisterschaft. Auch in den Jahren 2003 und 2004 erreichte Köhler mit Braunschweig das Endspiel um die deutsche Meisterschaft, verlor in beiden Fällen jedoch mit seiner Mannschaft. Mit der deutschen Nationalmannschaft gewann er bei der Weltmeisterschaft 2007 die Bronzemedaille.
Zur Saison 2009 schloss sich Köhler dem Regionalligisten Weyhe Vikings an. Im 2011er Spieljahr gehörte er wieder zur Mannschaft der Braunschweig Lions.